# Хайамс, Лейла
Лейла Хайамс (англ. Leila Hyams, 1 мая 1905 — 4 декабря 1977) — американская актриса.

## Биография
Родилась в Нью-Йорке в семье исполнителей водевиля. На сцене начала появляться вместе с родителями ещё в детстве, а в юности занялась модельной карьерой, благодаря чему попала в Голливуд. Свои первые крупные роли Хайамс сыграла в фильмах «Женитьба назло» (1929), «Тринадцатый стул» (1929), «Казённый дом» (1930) и «Судьба джентльмена» (1931). Наиболее яркими стали её роль в фильмах ужасов начала 1930-х годов — «Уродцы» (1932) и «Остров потерянных душ» (1932). После ещё ряда ролей актриса завершила свою кинокарьеру.
С 1927 года Хайамс была замужем за агентом Филом Бергом. Актриса умерла в своём доме в районе Бель-Эйр в Лос-Анджелесе в 1977 году в возрасте 72 лет.

## Избранная фильмография
| Год  |   | Русское название | Оригинальное название | Роль       |
| ---- | - | ---------------- | --------------------- | ---------- |
| 1930 | ф | Казённый дом     | The Big House         | Энн Марлоу |